# Паста алла Норма
Паста алла Норма (італ. Pasta alla Norma), раніше називалася pasta con le melanzane «паста з баклажанами» — італійська страва з пасти та баклажанів. Це типова страва для сицилійської кухні, зокрема для Катанії.

## Приготування
Її готують із спагеті чи іншої пасти з томатним соусом, покривають скибочками смажених баклажанів і подають із тертим сиром Рикотта Салата і часто з базиліком.

## Історія
Названий на честь уродженця Катанії Вінченцо Белліні, композитора опери «Норма». Кажуть, що італійський письменник Ніно Мартоліо вигукнув: «Це справжня «Норма»!», маючи на увазі шедевр, коли він скуштував страву, хоча назва не засвідчена до десятиліть після його смерті .
Пасту алла Норма назвали «стравою року» у рейтингу Туристична премія 2018 року.

## Дивіться також
- Італійська кухня
- Різновиди пасти